# Wiener melange (album)
Wiener melange is een muziekalbum van André Rieu uit 1995 met werk van verschillende componisten. Van 11 november 1995 tot 14 september 1996 stond het album 44 weken in de Nederlandse Album Top 100, waarvan 7 weken op nummer 1. Het verkocht ook goed in België (met name in Vlaanderen) en Duitsland. Het internationale succes met onder meer dit album leverde Rieu in 1996 en 1997 de Conamus Exportprijs op.

## Nummers
| Nummer | naam, componist | duur |
| ------ | --- | ---- |
| 1.     | Strauß party (medley) a. Radetzkymars, Johann Strauss sr. b. Wilhelm Tell, Gioacchino Rossini c. Leichte Kavallerie, Franz von Suppé d. Cancan, Franz Lehár e. Fliegermarsch, Hermann Dostal f. Cancan, Jacques Offenbach                                                                                  | 5:48 |
| 2.     | Veleta, Arthur Morris | 2:45 |
| 3.     | Petersburger Schlittenfahrt, Richard Eilenberg | 5:16 |
| 4.     | Wolgalied, Franz Lehár | 6:46 |
| 5.     | Les patineurs (Die Schlittschuhläufer), Emil Waldteufel | 4:34 |
| 6.     | Ägyptischer Marsch, Johann Strauss jr. | 4:22 |
| 7.     | Hör' ich Zimbalklänge, Franz Lehár | 3:15 |
| 8.     | Barcarolle, Jacques Offenbach | 2:37 |
| 9.     | Kaiserwalzer, Johann Strauss jr. | 5:33 |
| 10.    | Annenpolka, Johann Strauss jr. | 4:08 |
| 11.    | Méditation, Jules Massenet | 3:50 |
| 12.    | Morgenblätter, Johann Strauss jr. | 3:43 |
| 13.    | Carnaval de Venise (medley) a. Libiamo, Giuseppe Verdi b. Carnaval de Venise, traditioneel c. Estudiantina, Emil Waldteufel d. Gold und Silber, Franz Lehár e. Kaiserwalzer, Johann Strauss jr. f. Estudiantina, Emil Waldteufel g. Über den Wellen, Juventino Rosas h. Die Fledermaus, Johann Strauss jr. | 8:26 |